# Conus planiceps
Conus planiceps é uma espécie de gastrópode do gênero Conus, pertencente à família Conidae.